# Џена Брукс
Џена Брукс (енгл. Jenna Brooks; 16. април 1983) америчка је порнографска глумица.
Рођена је у граду Лос Анђелес (Калифорнија). Дебитовала је као глумица у индустрији порнографије 2001. године када је имала 18 година. Према сајту IAFD глумила је у 40 порно-филмова.